# 221923 Jayeff
221923 Jayeff este un asteroid din centura principală de asteroizi.

## Descriere
221923 Jayeff este un asteroid din centura principală de asteroizi. A fost descoperit pe 22 iulie 2009 la Moorook de Norman Falla. Asteroidul prezintă o orbită caracterizată de o semiaxă mare de 2,42 ua, o excentricitate de 0,23 și o înclinație de 3,0° în raport cu ecliptica.